# Die Verbannten Kinder Evas
Die Verbannten Kinder Evas（被流放之夏娃孩子）是一支奥地利乐队，由Richard Lederer和Michael Gregor于1993年成立。当时二人签约Napalm Records，公司决定由二人组成乐队进军黑潮音乐领域，二人一拍即合，于是就产生了这个乐队。

## 介绍
这个乐队由黑金属乐队“召唤”的成员组成。他们的音乐缓慢而忧郁，伴随着清晰的女声和浑厚的男声。歌曲主要由John Dowland和Percy Bysshe Shelley创作。在2006年发行的第四张专辑中，特别突出了新的女声领唱，Christina Kroustali。
Die Verbannten Kinder Evas的音乐经常使用军鼓、大号来渲染悲凉的气氛，用电子混声技术让人声更加带有恐怖感，并广泛采用轮唱、多声部合唱等手法来深化歌曲主题。
“Die Verbannten Kinder Evas”这个名字翻译自英文"The Exiled Children of Eve"，即中文的“夏娃被流放的孩子”

## 专辑
Die Verbannten Kinder Evas目前推出了4张专辑。
- 1995年：Die Verbannten Kinder Eva's
- 1997年：Come Heavy Sleep
- 1999年：In Darkness Let Me Dwell
- 2006年：Dusk And Void Became Alive

每一张专辑都有各自的特色。
- 《Die Verbannten Kinder Evas》里有几首歌曲是以德语命名的，但是歌词确是英文，比如《Das latze Kapital》。实际上除了这些歌曲的名字和乐队的名称，没有地方不是使用英语的。而且这张CD也有一个特别的地方，就是每隔几首歌曲就有一首纯音乐。
- 《Come Heavy Sleep》的特色就是冗长的演奏部分。尽管非人声部分把浓烈的哀怨气息渲染出来，但是这个部分很多都是把某个片断重复再重复。比如《Sad silent home》总长6分13秒，但是唱词部分仅为2分钟。
- 《In Darkness Let me Dwell》是乐队的公认巅峰之作。其中《Brief even as bright》更被认为是乐队最好的作品，经常作为一些网站对这个乐队的介绍的背景音乐。
- 《Dusk and Void Became Alive》开始制作之初，主音歌手Michael Gregor离队。失去Michael低沉的声线以后，新加入的Christina Kroustali以高音把乐队带到新的方向。《Unquiet Thoughts》中Richard与Christina用高低音交叉证明了Die Verbannten Kinder Evas进化到了一个更高的水平。

## 成员
当前成员
- Richard Lederer - 演唱和电子合成
- Christina Kroustali（流血的女士）- 演唱

过去的成员
- Michael Gregor - 电子合成和演唱
- Julia Lederer - 演唱
- Tania Borsky - 演唱

成立时的成员
- Richard Lederer（守护者）- 电子合成和演唱
- Michael Gregor（沉默者）- 电子合成和演唱